# Marie Thérèse Ambassa Betoko
 (mars 2025).
Motif : pas de sources secondaires centrées
- Archive Wikiwix
- Bing
- Cairn
- DuckDuckGo
- E. Universalis
- Gallica
- Google
- G. Books
- G. News
- G. Scholar
- Persée
- Qwant
- (zh) Baidu
- (ru) Yandex
- (wd) trouver des œuvres sur Wikidata

| 1. | Préciser le motif de la pose du bandeau. | Précisez le motif de la pose du bandeau en utilisant la syntaxe suivante : {{admissibilité à vérifier\|date=juin 2025\|motif=remplacez ce texte par le motif}}                                    |
| 2. | Informer les utilisateurs concernés.     | Pensez à avertir le créateur de l'article, par exemple, en insérant le code ci-dessous sur sa page de discussion : {{subst:avertissement admissibilité à vérifier\|Marie Thérèse Ambassa Betoko}} |

Marie-Thérèse Ambassa Betoko, née le 19 janvier 1959 à Yaoundé est une écrivaine poétesse camerounaise.

## Biographie

### Études et formation
Marie-Thérèse Ambassa Betoko, née le 19 janvier 1959 à Yaoundé est diplômée de L'École normale supérieure de Yaoundé et obtient un doctorat de l'université de Nice Sophia-Antipolis en lettres modernes françaises en littératures comparée francophones,.

### Carrière
Elle enseigne le français aux adultes. Elle est actuellement chargée de cours à l'École Normale Supérieure de Yaoundé (département de français),. Elle est autrice de plusieurs œuvres notamment Théâtre populaire français au Cameroun.

## Publications
- La jeunesse camerounaise: poèmes, l'Harmattan, coll. « Lettres camerounaises », 2014 (ISBN 978-2-343-02436-3).
- Marie-Thérèse Ambassa Betoko, Le film de ma jeunesse: nouvelles, l'Harmattan, coll. « Femmes et savoirs », 2013 (ISBN 978-2-336-00937-7).
- Le théâtre populaire francophone au Cameroun, 1970-2003: langage, société, imaginaire, l'Harmattan, coll. « À propos de la littérature », 2010 (ISBN 978-2-296-13339-6)[6].